# Світлопільська волость
Світлопільська волость — історична адміністративно-територіальна одиниця Олександрійського повіту Херсонської губернії.
Станом на 1886 рік складалася з 12 поселень, 12 сільських громад. Населення — 2320 осіб (1118 чоловічої статі та 1202 — жіночої), 459 дворових господарства.
|                     | Площа, десятин | У тому числі орної, дес. |
| ------------------- | -------------- | ------------------------ |
| Сільських громад    | 2719           | 2719                     |
| Приватної власності | 13738          | 7402                     |
| Казенної власності  | -              | -                        |
| Іншої власності     | 50             | 25                       |
| Загалом             | 16507          | 10146                    |

Єдине поселення волості:
- Пантазіївка — село при балці Скалевій за 22 версти від повітового міста, 464 особи, 94 двори, православна церква. За 3 верст — православна церква.